# سرزمین رؤیاها (فیلم ۲۰۲۱)
سرزمین رؤیاها (انگلیسی: Land of Dreams) فیلم ساختهٔ شیرین نشاط و شجاع آذری و با بازی شیلا وند است که در سال ۲۰۲۱ منتشر شد.

## بازیگران
- شیلا وند در نقش سیمین
- مت دیلون در نقش آلن
- ویلیام مسلی در نقش مارک
- ایزابلا روسلینی در نقش جین
- کریستوفر مک‌دونالد در نقش بلیز
- آنا گان در نقش ننسی
- روبن بارتلت در نقش جکی
- گایوس چارلز در نقش دیوید